# Remierzewo
Remierzewo (niem. Rehmerow See) – duże jezioro rynnowe w Polsce, położone w województwie zachodniopomorskim, w powiecie szczecineckim, w gminie Szczecinek.
Akwen leży na Pojezierzu Drawskim, na północnym brzegu jeziora znajduje się niewielka wieś Dziki.